# Croix de chemin en granit de Kerduellic
Pour l’article homonyme, voir Croix de chemin en schiste de Kerduellic.
La croix de chemin en granit de Kerduellic est située à Ploemeur dans le Morbihan.

## Historique

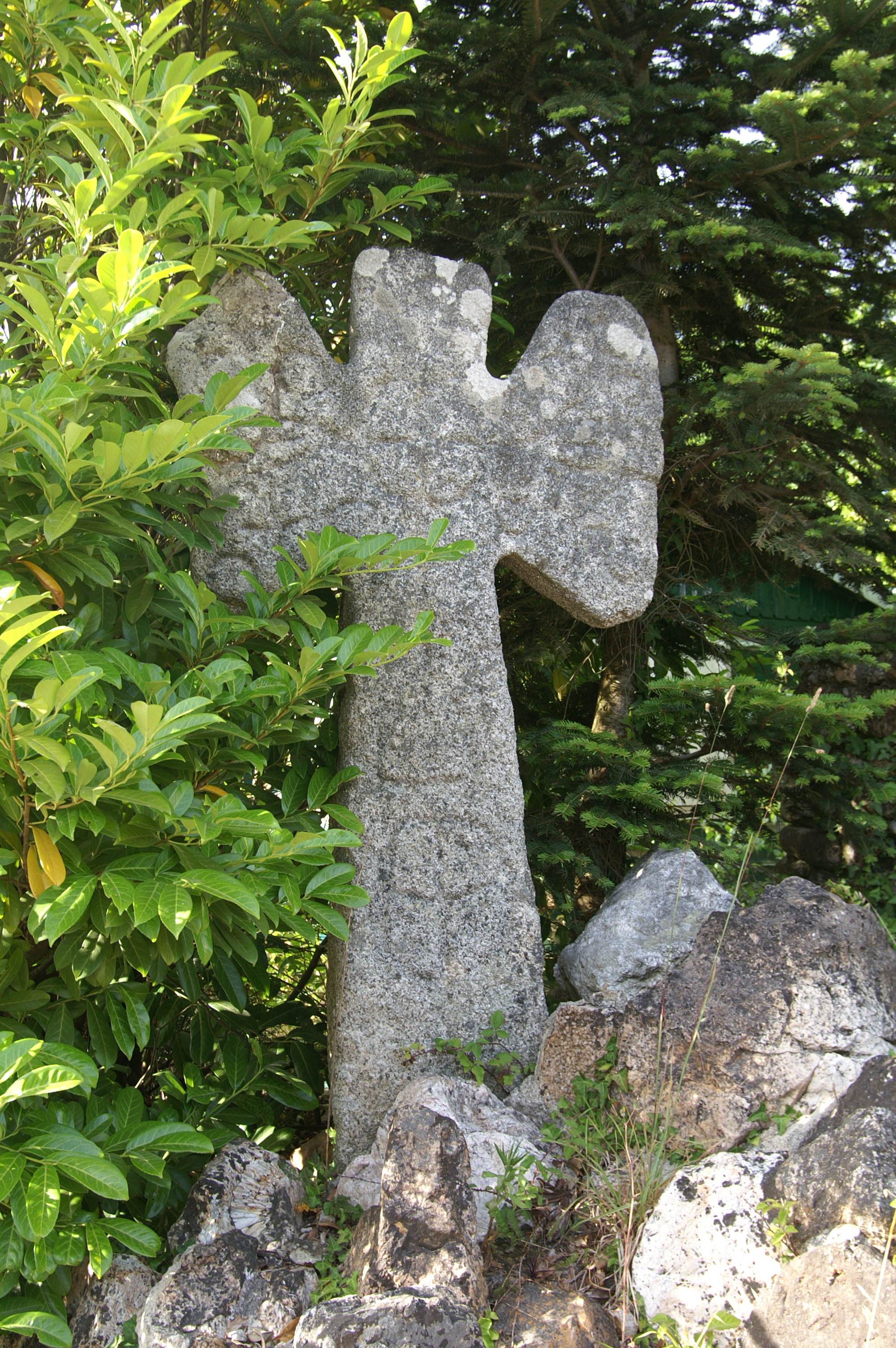

La croix de chemin en granit de Kerduellic fait l’objet d’une inscription au titre des monuments historiques depuis le 25 septembre 1928.